# 魔物獵人物語2 ～破滅之翼～
《魔物獵人物語2 ～破滅之翼～》是一款由卡普空开发并发行於任天堂Switch和Steam平台上的角色扮演游戏，於2021年7月9日在全球同步發售。
本作為任天堂3DS平台《魔物獵人物語》的續作，遊戲支援繁體、簡體中文等多種語言。

## 開發
本作於2020年9月17日由任天堂舉辦的直播發表會「任天堂直面会」上與《魔物獵人 崛起》同時公開，並確認兩作會有連動要素。

## 迴響
2021年7月20日，官方推特宣布本作銷量已達100萬。

## 外部連結
- 官方网站：日文、繁体中文、简体中文